# Jim Sturgess
James Anthony „Jim” Sturgess (ur. 16 maja 1978 w Londynie) – brytyjski aktor telewizyjny i filmowy. Występuje również w spektaklach i serialach radiowych. Swoją sławę zawdzięcza przede wszystkim roli w musicalu Across the Universe.

## Życiorys

### Wczesne lata
Urodził się w Londynie, Anglii. Dorastał w Farnham, Surrey. Uczęszczał do Frensham Heights School w tym samym czasie co koledzy z ekranu Hattie Morahan i Tobias Menzies. Studiował na Uniwersytecie w Salford.
Jest byłym członkiem National Youth Music Theatre (1993-95). Studiował na Uniwersytecie w Salford muzykę i występy. W tamtym czasie został członkiem siedmioosobowego zespołu „Dilated Spies”. Gdy zespół zakończył swoją działalność, Jim skoncentrował się na karierze aktorskiej.

### Kariera
Sturgess przez prawie dekadę grał różne role w brytyjskich produkcjach, głównie w filmach telewizyjnych, takich, jak I'm Frank Morgan (2000), Hawk (2001) i w trzech częściach serii The Quest.
W 2007 zagrał w musicalu Julie Taymor Across the Universe rolę Jude’a, która przyniosła mu sławę. Jude to młody chłopak, który w latach 60' emigruje do Stanów Zjednoczonych i zakochuje się w Amerykance Lucy, graną przez Evan Rachel Wood.
W 2008 pojawił się w fikcyjnym dramacie historycznym Kochanice króla w drugoplanowej roli Jerzego Boleyna u boku Natalie Portman, Scarlett Johansson i Erica Bany. Wystąpił również w filmie 21, grając główną rolę męską Bena Campbella, studenta MIT, który, wraz z kolegami, licząc karty, zarobił w kasynach Las Vegas setki tysięcy dolarów. Grał u boku takich gwiazd jak Kate Bosworth i Kevin Spacey.
W tym samym roku zagrał główną rolę filmie 50 ocalonych.

## Filmografia
| Film      | Film                          | Film                                     | Film             |
| Rok       | Film                          | Rola                                     | Uwagi            |
| --------- | ----------------------------- | ---------------------------------------- | ---------------- |
| 1994      | Wersja Browninga              | Bryant                                   |                  |
| 2005      | Niepokorna                    | Red                                      |                  |
| 2007      | Across the Universe           | Jude Feeny                               |                  |
| 2008      | Kochanice króla               | George Boleyn                            |                  |
| 2008      | 21                            | Ben Campbell                             |                  |
| 2008      | 50 ocalonych                  | Martin McGartland                        |                  |
| 2009      | Heartless - W świecie demonów | Jamie Morgan                             |                  |
| 2009      | Przeprawa                     | Gavin Kossef                             |                  |
| 2010      | Niepokonani                   | Janusz                                   |                  |
| 2011      | Jeden dzień                   | Dexter Mayhew                            |                  |
| 2012      | Odwróceni zakochani           | Adam                                     |                  |
| 2012      | Atlas chmur                   | kilka postaci, m.in. Adam, Hae Joo Chang |                  |
| Telewizja |                               |                                          |                  |
| Rok       | Tytuł                         | Rola                                     | Notatki          |
| 1999      | The Scarlet Pimpernel         | Erik                                     | 2 odcinki        |
| 2000      | Thursday the 12th             | Martin Bannister                         | film telewizyjny |
| 2000      | Other People’s Children       | Barry                                    | 2 odcinki        |
| 2001      | The Residents                 | Banjo                                    |                  |
| 2001      | Heartbeat                     | Robert                                   | 1 odcinek        |
| 2001      | Hawk                          | Ekspedient                               | serial           |
| 2002      | The Quest                     | Young Charlie                            | film telewizyjny |
| 2002      | Judge John Deed               | Gary Patterson                           | 1 odcinek        |
| 2003      | A Touch of Frost              | Laurence Burrell                         | 1 odcinek        |
| 2003      | Rehab                         | Daryll                                   |                  |
| 2004      | The Second Quest              | Young Charlie                            | film telewizyjny |
| 2004      | The Final Quest               | Young Charlie                            | film telewizyjny |
| 2005      | The Last Detective            | Ryan                                     | 1 odcinek        |